# Jerzy Linde
Jerzy Linde (ur. 4 marca 1937 w Łodzi, zm. 8 września 2002 w Zgierzu) – polski kolarz torowy i trener, mistrz Polski.
Był zawodnikiem Startu Łódź, Czarnych Radom i Społem Łódź. Największe sukcesy odnosił w długodystansowym wyścigu torowym, zdobywając kolejno mistrzostwo Polski w 1960, wicemistrzostwo Polski w 1961 i brązowy medal mistrzostw Polski w 1966. W 1961 wygrał Wyścig po Ziemi Łódzkiej. Po zakończeniu kariery pracował jako trener w klubach łódzkich.
Był aktywnym kolarzem w kategorii masters, m.in. w 1997 wywalczył szosowe wicemistrzostwo świata w kategorii 60-65 lat, a w wyścigach uczestniczył jeszcze w 2002.